# Halocyphina villosa
Halocyphina là một chi nấm trong họ Niaceae. Đây là chi đơn loài, chứa một loài Halocyphina villosa, loài nấm biển được tìm thấy ở USA.